# 반시 (문학 동인)
반시(反詩)는 1976년 대한민국에서 결성된 문학 동인이다.

## 개요
반시는 주로 1973년 신춘문예 당선자들과 젊은 시인들이 참여한 문학 동인에 의해 만들었다. 당시는 1972년부터 1979년까지 지속된 유신체제가 한참 기승을 부리고 있던 시대였다. “삶에서 떠난 귀족화된 언어에 반기를 들고, 시와 삶의 동질성을 내세우며 언제나 깨어있는 시인”, “시야 말로 우리네 삶의 유일한 표현 수단임을, 시야 말로 시대의 구원을 위한 마지막 기도임을 우리는 확신한다. 우리가 조명하고 있는 감추어진 현장의 혼돈을 다시 그 본래적 질서에로 회복시키려는 끊임없는 노력조차 오로지 시에 의존할 수 밖에 없는 것이다.”라는 창간사를 냈다.
편집 동인은 김창완, 권지숙, 정호승, 이종욱, 하종오, 김명인, 김명수, 김성영 등이다.
반시 동인은 “삶은 곧 시다”, “삶의 현장에서 나타나는 것들의 시화(詩化)가 중요하다.  꽃이나 사랑 등의 관념적 어휘는 배제한다.”며, 예술성은 지키되 시가 오늘의 현실인 삶의 문제에 뿌리를 내려야 한다고 주장했다.
기교적인데 치우친 시에 반대하고, 우리의 삶에서 떠나버린 귀족화된 언어를 반대하고, 우리의 역사와 맥락이 닿지 않는 세계성에 반대한다— 김창완

1978년 발간된 3집에서 “상업문예지에 기생하여 온 한국적 시사(詩史)를 동인지 중심으로 바꾸야 한다”며 동인지 시대의 개막을 선언하면서 이후 1980년대 시단에 《오월시》를 비롯한 동인지의 양적 팽창에 영향을 끼쳤으며 동인지로서의 선두 주자 역할을 했다.
반시 동인지를 발간할 때면 시낭송회, 문학강연회 등을 같이 열기도 했다. 1979년 경에는 동인지가 불법적인 정기간행물로 규정되어 3년 이하의 징역과 10만원 이하의 벌금을 부과하는 등 정부의 박해를 받았다.
7번째 작품집은 문학세계사에서 1982년에 나왔으며, 동인들과 그외 시인들의 시 특집 등으로 꾸며졌다.
1984년에 나온 제8집은 《반시주의(反詩主義)》라는 제명으로 발간됐는데, 이 말은 상황에 대한 점검, 재인식, 문학적 도전의 시인적 시적 논리를 찾아보려는 의지를 말한다.